# ボンディ
ボンディ （Bondy）は、フランス、イル＝ド＝フランス地域圏、セーヌ＝サン＝ドニ県のコミューン。パリ郊外北東部に位置し、ポルト・ド・パンタンから約9kmの地点である。

## 歴史
かつてボンディは、現在も残るボンディの森に覆われていた（人口増加によってボンディの森の面積は縮小し、その名の基となったボンディにはなく、現在はモンフェルメイユ、クリシー＝ス＝ボワ、クルボンに残る）。森は長い間、山賊が出没する場所として知られていた。
7世紀、現在のボンディにあった村はBonisiacaの名で呼ばれていた。2005年にボンディ中心部の教会近辺で発掘調査が行われ、ローマ帝国時代から14世紀までの墓1000箇所が発見された。メロヴィング朝期の墓としては国内有数の規模である。これらの墓の一部からは数少ない工芸品としてスクラマサクスや骨でできた美しいプレートが発見されて考古学者を驚かせた。なぜなら、メロヴィング朝期の墓には通常はガラス製の宝飾品、武器、衣服の残り、神への多様な捧げ物が数多く含まれているからである。カロリング朝期には、神への捧げ物だけが異教崇拝にあたるとして教会に禁止された。全体的に、この時代の人々は食物に不自由することなく健康体で、彼らの多くが戦闘で命を落としたと見られると研究が発表されている。
ネクロポリスの最下層にあたる場所の墓地は3世紀から4世紀のものであった。これらの墓は信仰の混合を示している。墓には何の目印もない。関心を引く点としては、子供が埋葬された墓がなかったことである。
11世紀、ボンディはサン＝マルタン＝デ＝シャン修道院が所有した。13世紀にはこの地にハンセン病療養所がつくられた。
1814年3月30日から31日にかけ起きたパリの戦いでは、ロシア皇帝アレクサンドル1世とプロイセン王フリードリヒ・ヴィルヘルム3世がボンディに本営をおいた。
1905年、レ・パヴィヨン＝スー＝ボワがボンディより分離してコミューンとなった。
1960年代、パリのベッドタウン化したことと、コミューン北部にできた低所得者用住宅のおかげでボンディの人口は2倍に増えた。多くの低所得者、特に北アフリカ移民やサハラ以南のアフリカ移民が移住してきた。

## 交通
- 道路 - A3とA86のジャンクションがある
- 鉄道 - フランス国鉄のパリ東駅＝モー路線、RER E線、トラム1号線、4号線

## 姉妹都市
- フルチ、イタリア
- アルカセル・ド・サル、ポルトガル
- タンバクンダ、セネガル
- ベルカネ、モロッコ
- ネドロマ、アルジェリア
- ンコラファンバ、カメルーン

## 出身者
- セルジュ・ガクペ：サッカー選手
- バカイェ・トラオレ：サッカー選手
- キリアン・エムバペ：サッカー選手
- ギー・ムッシー：サッカー選手
- ミュリエル・ユルティス：陸上競技選手
- ジミー・ヴィコ：陸上競技選手
- オドレー・チュメオ：柔道家
- ワリド・キヤー：柔道家
- ウィリアン・サリバ：サッカー選手